# Port lotniczy Abu Simbel

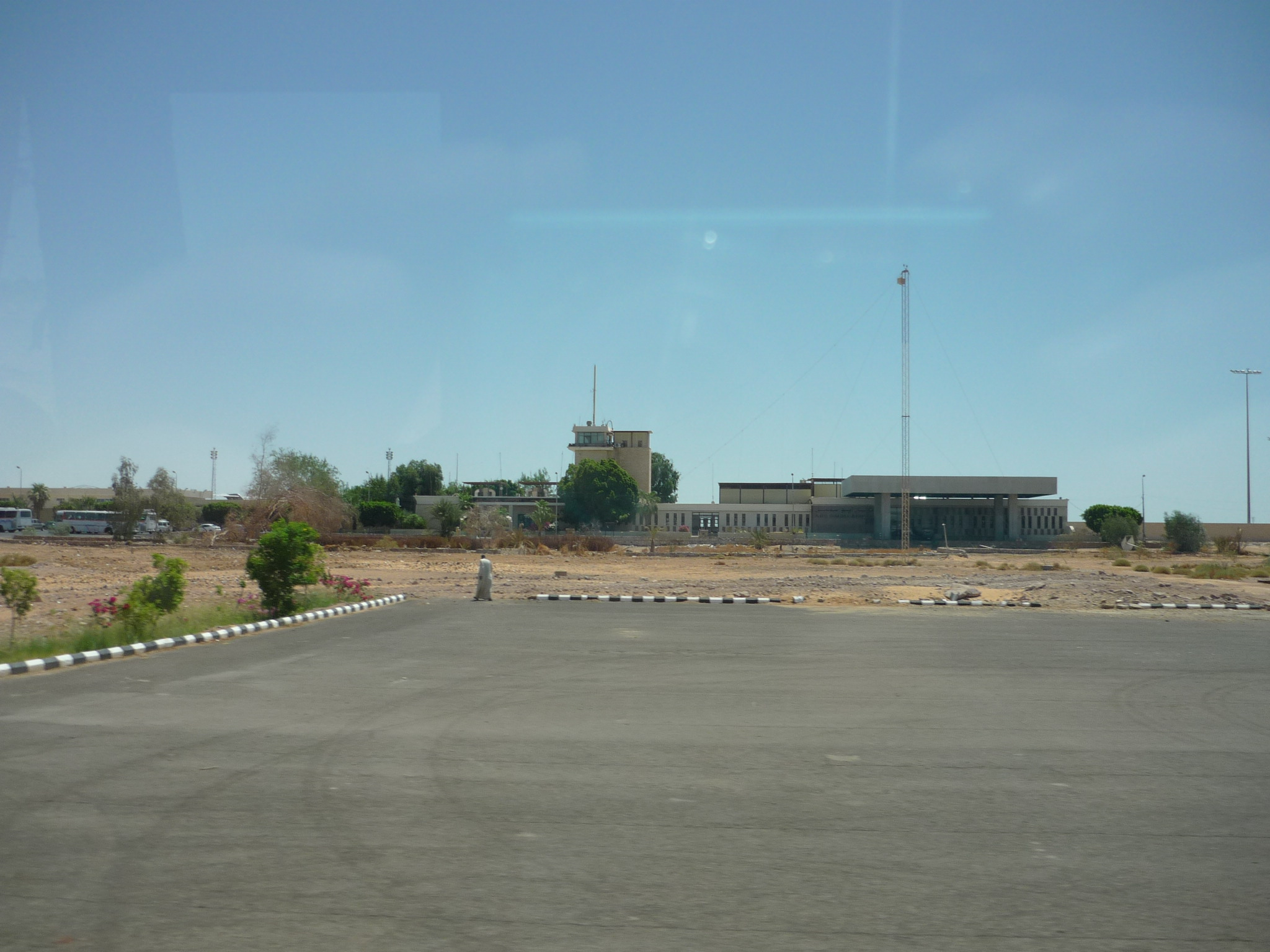
Port lotniczy Abu Simbel

Port lotniczy Abu Simbel – lotnisko Egiptu, znajduje się w pobliżu miejscowości Abu Simbel.

## Linie lotnicze i połączenia
| Linia Lotnicza | Kierunek         |
| -------------- | ---------------- |
| Air Cairo      | 1. Asuan 2. Kair |
| EgyptAir       | 1. Asuan         |